# Nicolai Pomohaci
Nicolai Pomohaci (n. 28 noiembrie 1930, comuna  Marginea, județul Suceava – d. 21 septembrie 2014, București) a fost un oenolog român, membru titular al Academiei de Științe Agricole și Silvice „Gheorghe Ionescu-Șișești” (2001).
A fost decorat cu Ordinul Național „Pentru merit” în gradul de ofițer în 2000. A primit titlul de Doctor Honoris Causa din partea Universității „Ștefan cel Mare” Suceava.